# ویلیام فوترگیل کوکه
ویلیام فوترگیل کوکه (انگلیسی: William Fothergill Cooke؛ ۴ مه ۱۸۰۶ – ۲۵ ژوئن ۱۸۷۹) دانشمند در زمینه تلگراف برقی اهل پادشاهی متحد بریتانیای کبیر و ایرلند بود.
او همراه با جون لویس ریکاردو در سال ۱۸۳۷ نخستین شرکت تلگراف برقی را ساخت.